# Gaspar Antonio Chi
Gaspar Antonio Chi (* 1531 in Maní; † 1610 in Mérida) war ein indigener Maya-Chronist.

## Leben
Gaspar Antonio war ein Sohn des Mayapriesters Ah Kin Chi bzw. Napuc Chi und der Ix Kukil Xiu, welche als Tochter des Ah Dzulub Xiu der Dynastie der Tutul Xiu angehörte. Er war der Familie seiner Mutter sehr verbunden, weswegen er auch unter dem Namen Xiu oder ferner de Herrera nach seiner Patin Beatriz de Herrera, der Frau von Francisco de Montejo, auftrat.
Ausgebildet durch spanische Missionare, beherrschte er neben Mayathan und Nahuatl ausgezeichnet Spanisch und Latein in Wort und Schrift, weswegen er häufig als Dolmetscher zwischen den Kulturen der Maya und der der Spanier auftrat. Er war der königliche Dolmetscher der spanischen Regierung von Yucatan. 
Als Organist, Meister und Lehrer der spanischen Sprache und Grammatik lehrte er in der Kapelle von Tizimín, wo auch Spanier wie der nachmalige Historiker Pedro Sanchez de Aguilar zu seinen Schülern zählten.
Neben Nachi Cocom war er der wichtigste Informationszuträger für Diego de Landas Werk Relación de las cosas de Yucatán.

## Werke (Auswahl)
- Árbol genealógico de la familia Xiú
- Crónica de Maní
- Documentos de Tierras de Sotuta, 1600